# یواس‌اس ازت (وای‌تی‌بی-۵۴۱)
یواس‌اس ازت (وای‌تی‌بی-۵۴۱) (به انگلیسی: USS Ozette (YTB-541)) یک کشتی بود که طول آن ۱۰۱ فوت (۳۱ متر) بود. این کشتی در سال ۱۹۴۵ ساخته شد.